# Urarinas (distrito)
O Distrito peruano de Urarinas é um dos cinco distritos que formam a Província de Loreto, situada no Departamento de Loreto, pertencente a Região Loreto, Peru. É o território dos indígenas povos, como os Urarina. 

## Transporte
O distrito de Urarinas é servido pela seguinte rodovia:
- LO-109, que liga o distrito de Nauta à cidade de Manseriche[1][2][3]